# Another Way to Die
Another Way to Die ist das Titellied des 22. Films der offiziellen James-Bond-Filmreihe, Ein Quantum Trost, gesungen und komponiert von Alicia Keys und dem unter anderem als White-Stripes-Frontmann bekannten Musiker Jack White. Das Lied ist das erste Duett der Bond-Musikgeschichte und war nominiert für den Grammy in der Kategorie Bestes Musikvideo, als Bester Song bei den Critics’ Choice Awards und gewann einen Satellite Award in der gleichen Kategorie. Es erschien weltweit am 19. September 2008 als Download und wurde daraufhin auch als Vinyl- sowie CD-Single veröffentlicht.

## Beschreibung
Der Song knüpft an die mit Casino Royale begonnene Neuausrichtung der Filmreihe an: Genau wie dessen Titellied You Know My Name besitzt auch Another Way to Die deutlich weniger offensichtliche Einflüsse des Big-Band-Soul, mit dem John Barry die Musik der James-Bond-Filme nachhaltig prägte. Stattdessen orientiert sich das Lied am kontemporären Alternative Rock, zu dessen zentralen Vertretern Jack White gehört. Trotzdem zitiert White einige Bond-Songs in seinem Stück: Es finden sich Verweise auf Monty Normans James Bond Theme, die Bassfigur in der Strophe stammt aus John Barrys On Her Majesty’s Secret Service und auch bereits das Intro erinnert an das des direkten Vorgängers You Know My Name. Zusätzlich ergänzen Bond-typische Streicher sowie Blechbläser das Arrangement.
Die Gesangsmelodie besteht hauptsächlich aus nur zwei Tönen, wohingegen sich vielfältige Instrumentalmotive und auch Tempowechsel innerhalb des Stückes finden. Whites Schwerpunktverschiebung zugunsten der Instrumente zeigt sich auch an ausführlichen Instrumentalpassagen und nicht zuletzt am 40-sekündigen Intro – dem bislang längsten aller (gesungenen) Bond-Titellieder. Hierbei lässt sich Whites Herkunft als Schlagzeuger nicht verleugnen, denn alle Instrumente werden sehr stark perkussiv eingesetzt. Obwohl beide Interpreten in derselben Tonlage singen und sich somit stimmlich stark annähern, spiegelt dieses Lied doch die verschiedenen Eigenarten der Künstler wider: So ist das Lied generell der rauen Gitarrenmusik von Jack White noch nicht fern bis hin zu einem Solo seiner unverkennbar verzerrten E-Gitarre – in Call and Response mit Scatgesang von Alicia Keys, deren Klavier genauso Verwendung findet wie das charakteristische Belting. Das Lied wurde in e-Moll geschrieben und mit 138 bpm aufgenommen. Der Gesang reicht von E3 bis Fis5.
In chiffrierter Bildsprache beschreiben die einzelnen, unverbundenen Verse verschiedene Eigenschaften oder Situationen, die in besonderer Verbindung mit Bond stehen. White singt hierbei aus antagonistischer Position heraus, wohingegen Keys’ Texte stets Bond als Liebhaber herausstellen. Die Dualität der abwechselnd männlichen und weiblichen Stimme unterstützt diesen Zwiespalt noch weiter. Trotzdem ist der Text regelmäßig aufgebaut: Jeder Vers beginnt mit „another“ und beinhaltet mehrfache Binnen- und Haufenreime. Der dadurch rhythmisch komplexe, aber melodisch reduzierte Gesang brachte dem Stück bisweilen Vergleiche mit Hip-Hop ein. Auf die leisen Strophen folgt nun ein gemeinsamer Refrain, den White als „Klagen und Anschreien“ begriff. Letztlich stehen sich also sogar Solo- und Duettgesang gegenüber. Während der Text nach eigener Aussage die Themen des Films Misstrauen und Paranoia verschlüsselt aufgreift, ist der Filmtitel nach You Know My Name erneut nur indirekt vorhanden („Another tricky little gun giving solace to the one that will never see the sunshine“).

## Hintergrund

### Wahl des Interpreten
Der Wahl von White und Keys gingen eine Vielzahl von Spekulationen voraus, die bis zwei Jahre zurückreichten: Schon 2006 vor der Premiere des vorigen Bond-Films Casino Royale war es Amy Winehouse, die als Idealbesetzung galt und sich bis zur Bekanntgabe von Another Way to Die als Favoritin hielt. Maßgeblichen Einfluss hatte hierbei ihr Album Back to Black, was sich stark am Soul der Sechziger orientiert und mit seiner dunklen Grundstimmung vorherigen Bond-Themen durchaus ähnelt. Sie erhielt auch bereits früh öffentlichen Zuspruch von Filmkomponist David Arnold, der den Soundtrack zu Ein Quantum Trost komponierte. Wie später bekannt wurde, war sie auch – trotz kritischer Medienberichte über ihr öffentliches Auftreten – für das Titellied vorgesehen, konnte aber in der gegebenen Zeit keine Aufnahme fertigstellen: Arnold begann bereits frühzeitig mit der Erstellung des Soundtracks und skizzierte für Winehouse und ihren Produzenten Mark Ronson ein Lied im „zeitgemäßen 60er-Jahre-Stil“ auf Basis eines Motives daraus. Ronson arbeitete dies weiter zu einer Demoaufnahme aus und Winehouse machte sich Notizen für den Text. Eine Zeitlang arbeiteten beide weiter an dem Stück, aber Winehouse konnte auf Basis der Vorgaben keine Inspiration finden. Letztendlich bezeichnete Ronson Winehouse als „nicht bereit“ und es fanden nie Aufnahmen statt. Berichten zufolge stellte Winehouse danach alleine zumindest noch eine Komposition fertig. Nach Ankündigung von Another Way to Die kündigte Winehouse an, ihr angedachtes Titellied zeitgleich zu veröffentlichen: „Ich möchte beweisen, dass [die Produzenten] einen großen Fehler gemacht haben“, denn ihr Lied werde „ein weltweiter Hit“. Dies gelang ihr nicht: Sie arbeitete nie wieder mit Ronson, für spätere Aufnahmen wandte sie sich wieder an den Produzenten ihres Debüts Salaam Remi. Trotzdem blieb sie bis zu ihrem vorzeitigen Tod Arnolds Wunschbesetzung.
Weiterhin wurden Beyoncé und Annie Lennox mit dem Lied in Verbindung gebracht. Duran Duran brachten ein zweites Titellied nach A View to a Kill (1985) zusammen mit Winehouse-Produzent Mark Ronson ins Gespräch. Auch wurde berichtet, dass Castingshow-Gewinnerin Leona Lewis von ihrem Produzenten Simon Cowell vorgeschlagen wurde. Genauso wurde die walisische Sängerin Duffy für das Titellied genannt. Darauf angesprochen antwortete sie nur: „Eine Dame verrät ihre Geheimnisse niemals.“ Sie ist genau wie Winehouse Teil einer Welle junger, selbstbestimmter Künstlerinnen, beeinflusst vom Soul der Sechziger und Siebziger. Eine Woche nach Uraufführung des Films Ein Quantum Trost erschien ihre Single Rain on Your Parade aus einer erweiterten Fassung des Debüts Rockferry. Wegen starker Anklänge an den Stil von John Barry rief es Spekulationen hervor, dass dies Duffys Einsendung für den Titelsong gewesen sein könnte. Unterstützt wurde dies noch weiter durch das Musikvideo, das in Farbgebung und Symbolik stark an Vorspannsequenzen der Bond-Filme erinnert – inklusive der ikonografischen tanzenden Silhouetten. Allerdings wurde sie offiziell nie um ein Lied gebeten.
Die Last Shadow Puppets erwähnten am 17. Juni 2008 erstmals in diesem Zusammenhang Jack White, nur um kurz darauf sich selbst scherzhaft als Titelinterpreten zu bezeichnen. Alicia Keys wurde schon am 10. Juli als Anwärter gehandelt. Am 29. Juli 2008 wurden in einer Pressemitteilung Alicia Keys und Jack White offiziell als Interpreten des Liedes Another Way to Die für den Film Ein Quantum Trost bekanntgegeben.
David Arnold produzierte im darauffolgenden Jahr das Album The Performance der dreimaligen James-Bond-Interpretin Shirley Bassey. Für den Song No Good About Goodbye darauf griff Arnold auf das Motiv aus dem Soundtrack von Ein Quantum Trost zurück, das bereits für Winehouse’ Titellied vorgesehen war. Arnold stellte die Komposition schließlich alleine fertig. Den Text schrieb Don Black, der bereits mit John Barry an Bond-Songs gearbeitet hat. Unter anderem wob er auch Zeilen aus einem verworfenen Titellied von Stirb an einem anderen Tag ein. Aufgrund des distinktiven Charakter eines Bond-Songs und eben jenem Bezug zum Film kamen sofort Spekulationen auf, es sei ursprünglich für Ein Quantum Trost komponiert. Arnold selbst stellte später klar: Das Lied könne man zwar als seine Variante des Titelliedes verstehen, es entstand aber erst nach dem Film speziell für Basseys Album. Im Kontext des Films „wäre es ein ganz anderes Lied geworden“.

### Komposition & Aufnahmen
Schon am 23. Mai bekundete Keys in einem Telefoninterview öffentlich ihr Interesse an einer Zusammenarbeit mit den White Stripes, Whites Band. Zu diesem Zeitpunkt fanden schon erste Gespräche zwischen beiden statt. Auch White hatte schon vor längerer Zeit eine Kollaboration ins Auge gefasst, aber erst Ein Quantum Trost bot die richtige Gelegenheit.
Als die ursprünglich vorgesehene Amy Winehouse ausfiel, wandten sich die Produzenten kurzfristig an verschiedene Musikagenturen. Auch Jack White wurde angefragt. Als großer Fan der Filmreihe spielte er vor frühen Konzerten der White Stripes gerne John-Barry-Soundtracks. Sein Favorit ist das Thema von Im Geheimdienst ihrer Majestät. Er zögerte nicht lange, diese „Verantwortung“ anzunehmen. Keys und White sammelten zunächst Ideen auf Basis des Drehbuchs und nahmen besonderen Bezug auf die Themen von Misstrauen und Paranoia darin. White stellte die Komposition schließlich in der Tradition vergangener Titellieder fertig: „Ich wollte nichts imitieren[.] Es musste sich nur wie Bond anfühlen.“ Wegen des engen Zeitrahmens gab es bei der Komposition große Freiheiten.
Another Way to Die wurde in Whites Heimat Nashville unter Mitwirkung der Memphis Horns aufgenommen, der Bläsersektion des klassischen Soul-Labels Stax Records. Es ist seit langem das erste analog aufgenommene James-Bond-Titellied, da White diese Aufnahmetechnik bevorzugt. Gleichzeitig musste White aber aufgrund der Komplexität des Arrangements trotzdem die Software Pro Tools zu Hilfe nehmen, die er sonst selten nutzt. Sein Bandkollege Jack Lawrence von den Raconteurs nahm mit White an Gitarre und Schlagzeug das Grundsätzliche auf, bevor Keys für den Gesang ins Studio kam. White mischte den Track ab, während er die Vorspänne der Filmreihe betrachtete. Bemerkenswert ist vor allem, dass Another Way to Die zwar das Keys-typische Klavier enthält, sie es selbst aber gar nicht spielt. Für die Pianos kam Laura Matula ins Studio. Rückblickend betrachtet Jack White die Aufnahmen mit Alicia Keys als sehr inspirierend: „Es gab mir eine neue Stimme“.

### Veröffentlichung
Im September 2008 veröffentlichten die Internetseite der britischen Zeitung The Guardian und der brasilianische Blog Brainstorm #9 parallel einen Werbespot des Erfrischungsgetränks Coke Zero, das zu Promotionszwecken in „Coke Zero Zero Seven“ umbenannt wurde in Anspielung auf Bonds bekannte Codenummer. Nach eigener Aussage handelt es sich bei der Musik des im Stile der Bond-Vorspänne gehaltenen Werbespots um eine Komposition von Jack White. White distanzierte sich öffentlich von diesem Spot, da er ein Lied „für James Bond, nicht für Coca Cola“ geschrieben habe. So wurde also indirekt die Hintergrundmusik dieses Spots als Auszug aus Another Way to Die bestätigt. Inzwischen war diese Werbung weltweit zu sehen.
Seine offizielle Radiopremiere feierte das Lied am 18. September in der Jo Whiley Show des britischen Radiosenders BBC One. Zu diesem Zeitpunkt hatten aber auch schon einige andere europäische Sender das Lied gespielt, unter anderem auszugsweise der spanische Radiosender Radio 3 in der Sendung Siglo 21, dessen Ausstrahlung der ersten zwei Minuten vom 13. September bereits im Internet kursierte. Zeitgleich mit der Radiopremiere wurde das Lied auch auf der Homepage von Jack Whites Musiklabel Third Man Records zugänglich gemacht.
Das Lied ist am Tag nach der Radiopremiere im iTunes Store erschienen – in Nordamerika allerdings erst am 23. September. Ursprünglich sollte die einzige physikalische Veröffentlichung eine auf 6000 Stück limitierte 7-Zoll-Vinylsingle sein, die in Amerika ab 30. September verkauft wurde. Dies ist typisch für White, der auch viele andere eigene Aufnahmen exklusiv in dieser Form angeboten hat. Der britische Veröffentlichungstermin wurde aber vom 6. auf den 20. Oktober 2008 geschoben, um auch noch eine normale CD-Single produzieren zu können, die nun auch weltweit veröffentlicht werden konnte.
Weiterhin ist das Lied Teil des offiziellen Soundtracks, der einen Tag vor der Weltpremiere des Films am 28. Oktober erschien, und in einer erweiterten Version („The Super Edition“) des 2007 veröffentlichten Albums As I Am von Alicia Keys enthalten. 2012 wurde Another Way to Die in die Neuauflage des erstmals 1992 veröffentlichten Samplers The Best of Bond … James Bond aufgenommen, der sämtliche James-Bond-Titelsongs kompiliert. Für das Videospiel Guitar Hero World Tour wurde es am 7. November 2008 zum Herunterladen bereitgestellt.

## Rezeption
Another Way to Die polarisierte die Fangemeinde. Das „dunkle, wagemutige Titellied“ fand durchaus Anerkennung als „passende Untermalung für Daniel Craigs Bond“. Inwieweit sich der Song in den Kanon der vorangegangenen Titellieder einfügt, wurde indes oft angezweifelt – insbesondere im Rahmen von Filmbesprechungen. Winehouse-Produzent Mark Ronson wiederum fand das Lied „großartig“. Filmkomponist David Arnold war von Anfang an im Bilde und lobte die „schmutzige, aber sehr sexy“ Atmosphäre des Stücks.

“potboiler [that] recall[s] the franchise's musical golden days”

„Reißer[, der] die goldenen Zeiten der Filmreihe wachruft“

“short on melody and high on attitude”

„arm an Melodie und reich an Attitüde“

“a dramatic, lushly arranged tune that's very much in the tradition of past theme songs”

„ein dramatisches, üppig arrangiertes Stück, das tief in der Tradition vergangener Titellieder steht“

“it’s a step in the right direction. But it is a missed opportunity.”

„es ist ein Schritt in die richtige Richtung. Aber es ist eine verpasste Gelegenheit.“

Am fünften Oktober stieg das Lied auf Platz 26 der britischen Charts ein, basierend allein auf Downloads, und kletterte bis auf Platz 6. In Deutschland war die Single eine Woche lang auf Platz 8 notiert und ist somit Jack Whites zweiterfolgreichstes Lied nach Seven Nation Army. Auch in Österreich und der Schweiz kam Another Way to Die in die Top Ten (#2 respektive #4) genauso wie in fünf weiteren Ländern. In Finnland erreichte der Song sogar Platz eins. In der Heimat von White und Keys, den USA, gelang allerdings lediglich ein 81. Platz.
Das Lied gewann einen Satellite Award als Bester Song und war in der gleichen Kategorie auch bei den Critics’ Choice Awards nominiert. Regisseur PR Brown erhielt eine Nominierung für den Grammy in der Kategorie Bestes Musikvideo.

## Verwendung im Film
Als Titelsong eines James-Bond-Films spielt Another Way to Die über die markante Titelsequenz des respektiven Films, deren Tradition von Titeldesigner Maurice Binder begründet wurde. Für Ein Quantum Trost erstellte sie MK12, die bereits an anderen Titelsequenzen von Filmen des Regisseurs Marc Forster gearbeitet haben und Daniel Kleinman ablösen. Erstmals sieht man komplett dreidimensionale Umgebungen, die aber gleichzeitig mit der typischen Symbolik der Bond-Filme und Ein Quantum Trost im Speziellen spielen. Ein Schuss von Daniel Craigs James Bond leitet den Vorspann ein und er findet sich in einer Wüstenlandschaft wieder, die einen Haupthandlungsort des Films vorwegnimmt. Langsam wandeln sich die Dünen in die ikonografischen Frauensilhouetten, die im Vorgänger Casino Royale noch fehlten. Im weiteren Verlauf wird der Sand zu einem Nachthimmel und es sind Navigationslinien sowie Schusswaffen zu sehen. Auch die Schrift bleibt dem Filmkanon weitestgehend treu mit Verweisen auf den Pistolenlauf des Intros und das Punkt-Muster aus Dr. No. Nur der schnellere Schnitt bricht mit Gewohntem. Der Vorspann ist in den Farben Schwarz, Blau und Orange gehalten.
Da ursprünglich eine Ballade von Amy Winehouse als Titellied vorgesehen war, entwarf MK12 den Vorspann dementsprechend langsam und fließend. Another Way to Die hörten sie erst während der Dreharbeiten und mussten ihre Entwürfe dem unerwartet schnellen und energetischen Lied anpassen. Daraus resultierten die – für einen James-Bond-Vorspann ungewöhnlichen – sehr häufigen Schnitte. Wie schon bei GoldenEye war das Lied etwas zu lang für den Vorspann und wurde deshalb gekürzt. Es entfallen ein Teil des Intros, die letzte Strophe und auch einige Instrumentalparts innerhalb des Songs. Die Titellied-Version dauert 3:17 Minuten. Die Filmversion ist somit weitaus stärker auf den Gesang fokussiert als die vollständige Fassung. Des Weiteren wurden Schussgeräusche in den Vorspann eingebunden.
Mit der Einführung eines Titelliedes (1963, Liebesgrüße aus Moskau) wurde es stets in den Soundtrack des Films mit eingewoben. In der Regel wurde beides sogar von derselben Person komponiert. Komponist David Arnold zitiert in der Filmmusik zu Ein Quantum Trost unter anderem die Basslinie sowie die prägnanten Klavierakkorde von Another Way to Die. Den Soundtrack dominiert aber ein anderes Motiv, welches Arnold für ein eventuelles Winehouse-Titellied vorgesehen hatte, da Another Way to Die erst während der laufenden Komposition fertiggestellt wurde.

## Musikvideo
Das Musikvideo des Liedes wurde vom 5. bis 7. September 2008 in Toronto gedreht, weil beide Interpreten zu diesem Zeitpunkt das Toronto International Film Festival besuchten – Keys aufgrund der Mitarbeit am Film Die Bienenhüterin, White dank seines Beitrags zur E-Gitarren-Dokumentation It Might Get Loud. Als Regisseur konnte PR Brown gewonnen werden, nachdem er mit seinem Team von MK12 die Titelsequenz des Films gestaltet hat, die White und Keys nachhaltig beeindruckt hat. Für seine Arbeit am Video wurde er für den Grammy nominiert in der Kategorie Bestes Musikvideo.
Erste Ausschnitte waren zwar bereits am 29. September in einer Montage mit Höhepunkten eines vorangegangenen American-Football-Spiels beim amerikanischen Sender ESPN zu sehen, aber vollständig uraufgeführt wurde das Video erst einen Tag darauf in der One Show des britischen Fernsehsenders BBC One, nachdem es schon einige Stunden zuvor auf dem Internetportal Yahoo zu sehen war. Das Video ist auch auf den DVD- und Blu-ray-Veröffentlichungen enthalten.
Im Video interpretieren White und Keys das Lied gemeinsam in einer stark stilisierten, schwarz-weißen Kunstlandschaft. Hierbei wird sehr viel mit der Ornamentik der Filme wie dem ikonografischen Pistolenlauf-Anfang gespielt. Im Verlauf von Intro und Refrain befinden sich beide in einer Wüste, die in Dämmerlicht getaucht der Atacama-Wüste aus Ein Quantum Trost nachempfunden ist. Keys spielt während des Videos im Abendkleid Klavier, White ist an der Gitarre und am Schlagzeug zu sehen. Seine Kleidung erinnert mit klassischem Anzug und geöffneter Fliege stark an die von James Bond auf dem offizielle Kinoplakat zu Casino Royale. Jener betritt auch in den letzten Sekunden mit gezückter Waffe die Wüste und beschließt so das Musikvideo zu Another Way to Die mit einem direkten Verweis auf den Film Ein Quantum Trost.

## Titelliste der Single
| Seite | Titel                                     | Länge |
| ----- | ----------------------------------------- | ----- |
| A     | Another Way to Die                        | 4:23  |
| B     | Another Way to Die (Instrumental Version) | 4:23  |